# Reginald Fessenden

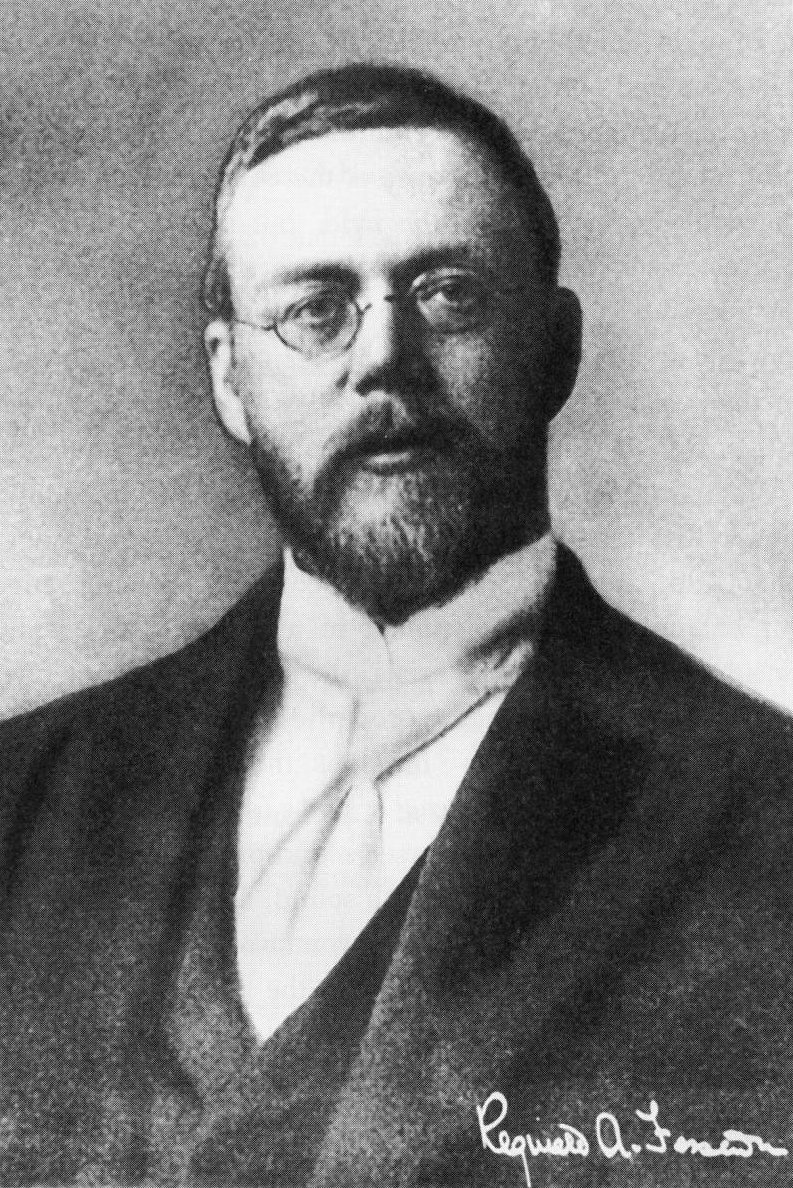
Reginald Fessenden

Reginald Aubrey Fessenden (Bolton-Est, 6 oktober 1866 – Flatts Village, 22 juli 1932) was een Canadees ingenieur en uitvinder. Hij wordt gezien als de grondlegger van de moderne radiotechnologie vanwege de door hem ontdekte methode van amplitudemodulatie (AM).

## Biografie
Fessenden was de oudste zoon van Elisha Joseph Fessenden (1837-1895), een anglicaans predikant en Clementina Trenholme (1844-1918). Hij bracht zijn jeugd door in Bolten Centre en Fergus (Ontario). Vanaf jonge leeftijd toonde hij reeds een levendige interesse in techniek en hij vulde elk vrij moment met het lezen van wetenschappelijke boeken. Hierin werd hij aangemoedigd door zijn oom, Cortez Fessenden, een leraar wis- en natuurkunde.
In 1877 kwam hij terecht op de Trinity College School in Port Hope, om twee jaar later zijn opleiding te vervolgen op de Bishop's College School in Lennoxville nabij Sherbrooke. In 1885 werd hij rector van het Whitney Institute in Bermuda. Het was op zijn eerste dag in Bermuda dat hij zijn toekomstige vrouw ontmoette, Helen May Trott, met wie hij in september 1890 zou huwen. Samen kregen ze één zoon, Reginald Kennelly Fessenden.

### Edison en Westinghouse
In de vele jaren dat hij abonnee was van de Scientific American hield Reginald een knipselboek bij met daarin artikelen gerelateerd aan alle uitvindingen van Thomas Edison. Rond 1886 vertrok hij van Bermuda naar New York voor een sollicitatiegesprek met deze beroemde uitvinder, maar kreeg de druk bezette Edison niet te spreken.
Dit vormde voor de jonge Fessenden echter geen belemmering. Op een bouwplaats van Edison in New York wist hij een baantje te bemachtigen als assistent kabeltester en wist op te klimmen tot leidinggevend tester. In deze functies deed hij nodige kennis en ervaring op en kreeg al snel "elektrisch probleemoplosser" als bijnaam.
Het deskundige werk van Fessenden bereikte ook Edison, waarna hij in 1887 de positie aangeboden kreeg om een van Edisons assistenten te worden in East Orange laboratory in New Jersey. Hij nam het aanbod dankbaar aan en binnen het laboratorium klom hij op tot hoofd scheikunde. Hierbij werkte hij onder andere aan de verbetering van isolatiematerialen voor kabels.
Vier jaar later werd hij na een reorganisatie ontslagen en stapte hij over naar de fabriek van George Westinghouse, Edisons grootste concurrent. Hier kreeg hij de leiding over het werk met betrekking tot generatoren en het verbeteren van diens gloeilampen. Binnen het bedrijf verkreeg hij zijn eerste twee patenten, beide gerelateerd in de fabricage van gloeilampen. Hij wist de problemen van Westinghouse op te lossen zodat deze het contract kon volbrengen voor het verlichten van de World's Columbian Exposition (1893) in Chicago.
Via een kortstondige positie bij de Stanley Company in Pittsfield accepteerde hij midden 1892 een leerstoel bij de Purdue-universiteit in Lafayette (Indiana), om een jaar later naar de Western University (huidige Universiteit van Pittsburgh) te gaan om daar de pas opgerichte leerstoel van elektrotechniek in te vullen.

### Draadloze telegrafie
Zeven jaar lang zou hier les geven en onderzoek doen. Net als vele andere wetenschappers onderzocht hij met een paar vergevorderde studenten de mogelijkheden van radiogolven die Hertz had ontdekt in de hoop het bestaande morse telegrafiesysteem te verbeteren door een draadloze versie te ontwikkelen.
In 1900 gaf Fessenden zijn academische positie op om voor het Amerikaans weerbureau een draadloos telegrafienetwerk te ontwikkelen tussen de verschillende weerstations aan de oostkust van de Verenigde Staten. Op Cobb Island in de rivier de Potomac bouwde hij een zendstation om morseberichten te verzenden naar het 50 mijl verderop gelegen hoofdkantoor in Arlington (Virginia).

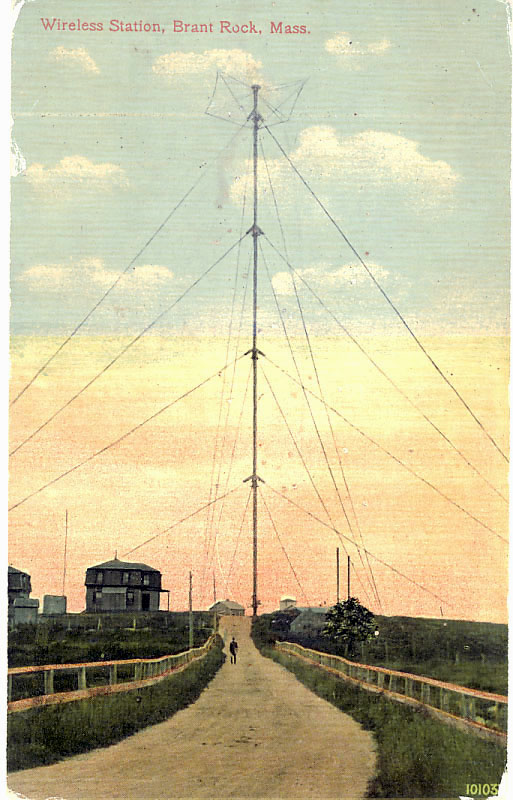
Ansichtkaart met daarop de Brant Rock zendmast (1910)

In 1902 verliet Fessenden het weerbureau om samen met twee Pittsburgh miljonairs, Hay Walker Jr. en Thomas H. Given, het bedrijf National Electric Signaling Company (NESCO) op te richten. Doel was de verdere ontwikkeling en de exploitatie van draadloze telegrafie en telefonie. De eerste zendstations werden gebouwd aan elke zijde van de Chesapeake Bay nabij New York, gevolgd door stations in Philadelphia en Washington D.C..
In de daarop volgende jaren breidde hij zijn draadloze netwerk uit door wereldwijd diverse zend- en ontvangststations te bouwen. Een belangrijke stap zette hij in 1905, toen hij in Brant Rock, Massachusetts, een 128 meter (420 ft) hoge zendantenne oprichtte. Een andere werd in het Schotse plaatsje Machrihanish gebouwd. In 1906 verzond hij zijn eerste morsebericht over de Atlantische Oceaan.

### Latere jaren
Wegens meningsverschillen die hij had met zijn financiers Given en Walker over de koers van zijn bedrijf, besloot hij om in 1911 alle verbintenissen met NESCO te verbreken.
Hij deed later nog wat advieswerk voor de Submarine Signal Company gedurende de Eerste Wereldoorlog en vond in 1915 de fathometer uit, een sonische dieptemeter. Tijdens de jaren 1920 raakte hij betrokken in een langdurige octrooirechtszaak met de Radio Corporation of America (RCA), die uitliep op een schikking buiten de rechtbank om en die het Fessenden financieel mogelijk maakte om te pensioneren op Bermuda.

## Eerste radio-uitzending
Naast draadloze telegrafie – het verzenden van berichten in morsecode via radiogolven – was Fessenden een van de eerste technici die aan het begin van de twintigste eeuw onderzoek deed naar de mogelijkheid van draadloze telefonie – via radiogolven verzenden van spraak en muziek.

### Toevallige ontdekking
Van zijn marconisten vernam hij dat soms onder ideale omstandigheden tussen de "punten en strepen" van morsecode ze heel vaag menselijke stemgeluiden hadden gehoord op hun koptelefoon. Naar aanleiding van deze verhalen begon hij samen met zijn assistent Thiessen hiermee te experimenteren.
Op 23 december 1900 lukte het hem om vanuit zijn werkplaats in Cobb Island – als eerste persoon ter wereld – een menselijke stem te verzenden over een afstand van 1,6 kilometer (één mijl). "One, two, three, four. Is it snowing where you are Mr. Thiessen? If so telegraph back and let me know" was het bericht dat Fessenden via de radio uitzond. Thiessen gaf per telegraaf antwoord dat het inderdaad sneeuwde.
De kwaliteit van zijn uitzending was, vanwege de toen beschikbare radiotechnologie, echter zo slecht dat deze nog niet commercieel geschikt was. De tot dusverre gebruikelijke vonkzenders, die uit een inductiespoel, vonkbrug en trillingskring bestonden, zonden gedempte radiogolven uit. Fessenden nam aan dat voor het uitzenden van spraak daarentegen een ongedempte, doorlopende radiogolf noodzakelijk was. In 1901 vroeg hij een Amerikaans octrooi aan op de zender die de eerste was die volgens hetzelfde principe werkte als de huidige AM-radiostations.

### Heterodyneprincipe

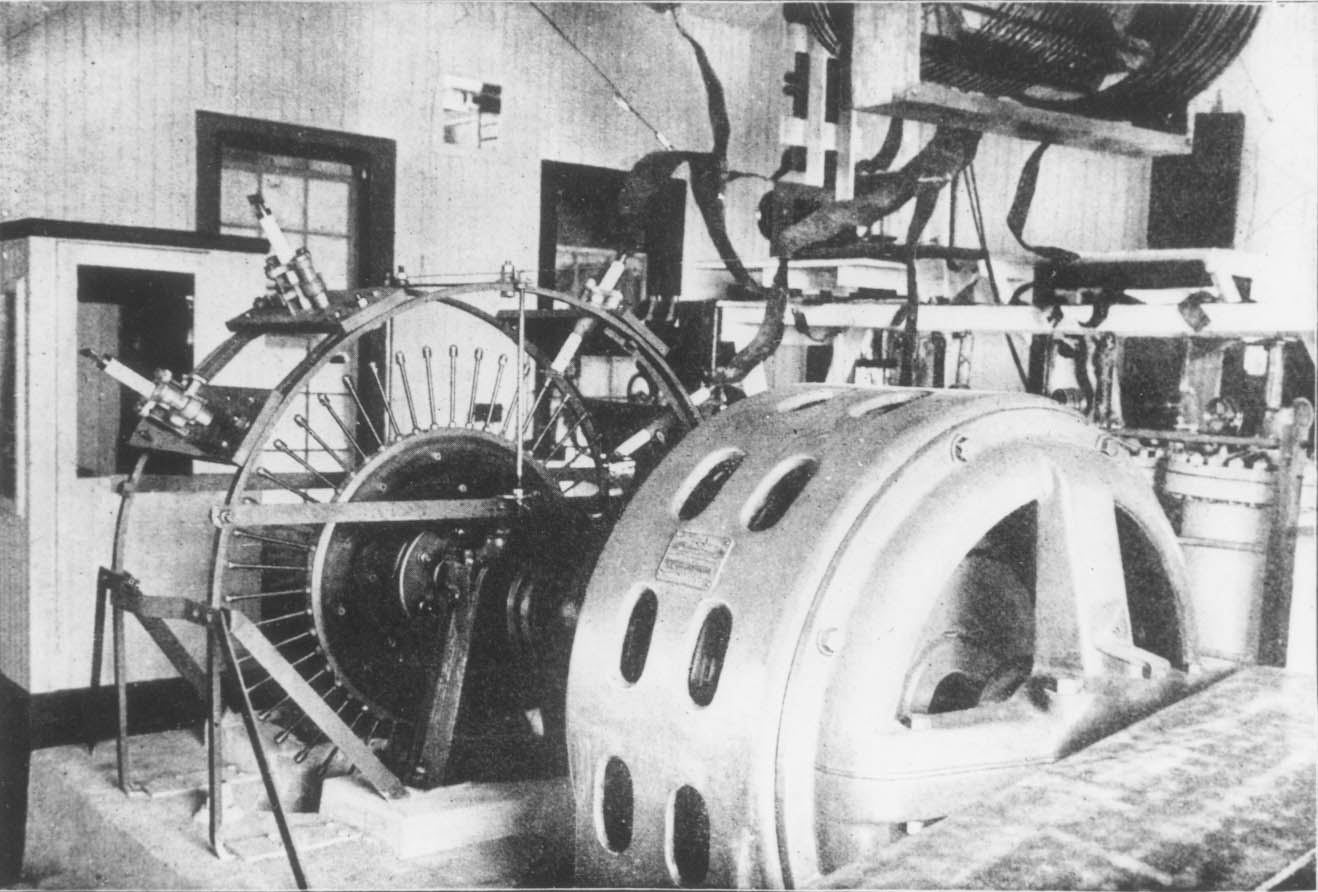
Foto van zijn vonkgenerator in Brant Rock (1906)

In 1902 vond hij het principe van heterodyne uit, ofwel modulatie van twee radiogolven van verschillende frequenties zodat er een verschilfrequentie ontstaat. Hiermee werd het mogelijk om zonder interferentie op dezelfde antenne zowel berichten te versturen als berichten te ontvangen.
Een jaar later, in 1903 net voordat Lee De Forest hetzelfde zou doen, vond hij de elektrolytische detector (liquid barretter) uit en verkreeg er patent op. Deze detector was, beter dan de coherer, in staat om de continue veranderende radiosignalen te ontvangen.
Zijn grootste uitdaging betrof evenwel de ontwikkeling van een roterende machinezender die een ongedempte hoogfrequente draaggolf kon opwekken met een groot zendvermogen. Na te zijn afgewezen door Westinghouse benaderde hij General Electric voor hulp bij de bouw van een krachtige wisselstroomgenerator, een taak die werd toegewezen aan Charles Proteus Steinmetz. Samen met de jonge Zweedse technicus Ernst Alexanderson werd een HF-dynamozender (alexanderson-alternator) van 50 kHz gebouwd en bij Fessenden geïnstalleerd in Brant Rock.

### Kerstavond 1906
In de jaren daarop verfijnde hij de techniek van zijn radiozender, totdat hij op kerstavond 1906 er genoeg vertrouwen in had om een radio-uitzending te doen. Vanuit zijn werkplaats in Brant Rock verzond hij het morsebericht "CQ..CQ" uit – een waarschuwing aan alle schepen dat er een belangrijk bericht aankwam. In plaats van een morsebericht hoorden de marconisten een menselijke stem op hun koptelefoons. Na een korte aankondiging, liet Fessenden een fonograafopname afspelen van Händels "Largo", speelde een vioolsolo en sprak ter afsluiting nog enkele Kerstwensen uit.
...first a short speech by me saying what we were going to do, then some phonograph music... Then came a violin solo by me... which I sang one verse of, in addition to playing the violin, through the singing, of course, was not very good. Then came the Bible text, Glory to God in the highest and on earth peace to men of good will, and we finally wound up by wishing them a Merry Christmas and then saying that we proposed to broadcast again on New Year's Eve.— Brief Reginald Fessenden

### Contradictie
Of Fessenden in 1906 daadwerkelijk het eerste radioprogramma heeft uitgezonden, wordt door sommige wetenschappelijke onderzoekers in twijfel getrokken. De reden is dat het enige bewijs van de bovengenoemde radio-uitzending een brief is die hijzelf in 1932, vlak voor zijn dood, heeft geschreven. Andere bronnen over deze gebeurtenis zijn niet bekend, niemand heeft de uitzending gehoord en er zijn ook geen scheepsjournalen gevonden waarin deze historische mijlpaal vermeld wordt. Ook in zijn eigen dagboeken – die hij altijd heel accuraat bijhield – heeft hij niets hierover opgeschreven.

## Erkenning
Gedurende zijn leven had hij rond de 500 patenten ingediend. Ter erkenning voor zijn werk als radiopionier en zijn belangrijke technisch innovaties op dat gebied werd hij in 1921 door het Institute of Radio Engineers (IRE) (de latere IEEE) onderscheiden met de IEEE Medal of Honor. En jaar later kreeg hij van de stad Philadelphia de John Scott Award met een bijbehorend geldbedrag van $800. In 1929 kreeg hij de Scientific American Medal voor zijn uitvinding van de fathometer. In 1986 werd Fessenden postuum opgenomen in de CAB Broadcasting Hall of Fame.
- Bibliothèque nationale de France: cb17748020q (data)
- Gemeinsame Normdatei: 121960889
- International Standard Name Identifier: 0000 0000 8147 5753
- Library of Congress Control Number: n91001523
- Mathematics Genealogy Project: 133282
- National Archives and Records Administration: 10570608
- Nationale Bibliotheek van Tsjechië: ntk2010537608
- Nationale Bibliotheek van Israël: 987007281022605171
- Nederlandse Thesaurus van Auteursnamen: 190753811
- SNAC: w6pv79fv
- Système universitaire de documentation: 103479899
- Virtual International Authority File: 3875149068619365730008